# てっぺんっ!!!
『てっぺんっ!!!』は、ストーリー原案：いぬじゅん、漫画：なまむぎ、原案協力：チームYによる漫画作品。『月刊ブシロード』（ブシロードメディア→ブシロードクリエイティブ）にて、2021年2月号より連載中。
チームYの3人が2019年1月に出演したイベントで漫才を披露したのがきっかけとなり企画がスタートした。
アニメ『てっぺんっ!!!!!!!!!!!!!!!』は、漫画「てっぺん!!!」を原案としたオリジナルアニメで、基本的なキャラクターや設定を共有するが作風は大きく異なる。

## あらすじ
漫画
京都から大阪に引っ越してきた阪本やよいは幼馴染の高橋よもぎに再会。お笑い好きの二人は岩手県出身の細野ゆずを加え、お笑いトリオ「ヤングワイワイ」を結成。お笑い選手権「てっぺんグランプリ」を目指す。
アニメ
「てっぺんグランプリ」の地方予選を突破したヤングワイワイは全国大会に向けて、大阪のタカコ荘に合宿。他の4組のトリオと様々な課題を乗り越えていく。

## 登場人物
声の項はテレビアニメ版の声優。

### ヤングワイワイ
キャッチフレーズ：目指せ! お笑いのてっぺんっ!!!
1つ目の関西地区代表で、主人公となるトリオ。声優はチームYで構成されている。以前はやよい・よもぎで「こなもんず」という漫才コンビを組んでいた。
阪本 やよい（）
声 - 伊藤彩沙
本作の主人公。前髪のアホ毛が特徴。突破力のあるボケ担当。よもぎとは幼なじみ。お笑いが大好きで、京都府から大阪府のなんばに転校してきた、明るく前向きな女の子。幼少期、よもぎとこなもんずというコンビを組んでいたが、高校入学時に再会したよもぎと高校で初めて会ったゆずも誘って、ヤングワイワイを結成した。

高橋 よもぎ（）
声 - 愛美
ヤングワイワイのツッコミ担当。やよいとは幼なじみ。幼少期、やよいとこなもんずというコンビを組んでいた。高校でやよいと再会する。
幼稚園児の双子の妹・りねとみきがいる。両親はたこやき屋「たこはし」を経営していてお笑い活動のかたわら、店も手伝うこともある。

細野 ゆず（）
声 - 佐々木未来
お笑いを勉強する為に岩手県から転校してきた。斜め上から来るボケ担当。自称・お笑い研究家。もともと漫才の台本を書くのが趣味で、ヤングワイワイでもネタ作りを担当する。時々だが東北出身の人と会話したり興奮すると岩手訛りが出ることもある。

### 弾丸クノイチ
キャッチフレーズ：浪花のべしゃり三人娘
2つ目の関西地区代表で、全員がボケとツッコミをできるオールラウンダー。もともとは「クノイチ」というコンビだったがかなが加わり「弾丸クノイチ」になる。
清鶴 かな（）
声 - 相良茉優
メンバー最年少（高校1年生）でよく心配と妄想が入り交じったことによるズレまくりの発言が多い。神経質なポジティブという変わった性格。発言の面白さが買われ、もともとコンビを組んでいたちとせといろはにスカウトされた。

天野 ちとせ（）
声 - 相羽あいな
お笑いに関して真剣な努力家。日本一のツッコミ担当を目指す。長い黒髪をツインテールにしている。お笑いに関していつもストイック。ツッコミの練習の方向性が間違っている時がある。

秋鹿 いろは（）
声 - 黒木ほの香
元・スポーツ好きの野球少女で、男子に負けたくない思いが強いが体格差などで男子と勝負ができなくなることに絶望して、「男女がハンデなく対等に競うことができる競技がお笑いである」ことに気づき、ちとせとコンビ「クノイチ」を結成。努力と根性が口癖。よく筋トレをして管理人の誠二と張り合っている。

### セレブリ茶
キャッチフレーズ：アナタの笑い、買い占めます
東海地区代表。読みは「セレブリティ」。
藪北 さえか（）
声 - 北守さいか
日本有数の大財閥が営む茶葉製造会社の令嬢。
東京タワーをお小遣いで買えるほどのセレブ。本人には悪気はないのだが、 金銭感覚が一般人とかけ離れているため、ナチュラルに失礼なことを言ってしまうこともある。

城ヶ崎 ひかり（）
声 - 若井友希
愛知県にある老舗お菓子企業（城ヶ崎製菓）の社長令嬢。
両親はお笑いに興味が無く、漫才中に実家のお菓子を宣伝することを条件に、お笑い活動を許可されている。キャラが薄いとよくツッコまれる。

白壁 まこ（）
声 - 小原莉子
自称・大企業の社長令嬢だが、そのわりには高そうなものに目がなかったり、バイト代が出ない仕事を断ったり、さえかとひかりに頑張って合わせている感がある。5話でとある秘密が明される。気になる方は是非。

### あくだれ王国
キャッチフレーズ：茨城から来た笑いの刺客
関東地区代表。声優は全員が茨城県出身。地元ネタが多い。
小松崎 みゆ（）
声 - 櫻川めぐ
欠けた前歯が特徴。地元愛に溢れるボケ担当。漫才中でも茨城ネタを入れる。極度の水戸黄門推しで、将来的にハリウッド版水戸黄門のプロデュースを企んでいる。最近まで毎週水戸黄門NEOを見ていた。

牛久 みさお（）
声 - 豊田萌絵
ツッコミ担当。中性的な顔立ちや容姿と男性的な口調が相まって、女子からイケメン扱いされ、同性から人気がある。女子校に通うがよく下駄箱にラブレターが入ってることもしばしば。クラスメイトのみゆとひなのズレまくった会話にツッコミを入れていたら、周りからトリオ認定されてしまった。

笠間 ひな（）
声 - 葉月ひまり
引っ込み思案で、ぼそぼそと訛りのある小声でしゃべるボケ担当。茨城の郷土愛とコンプレックスを併せ持つ。
普段は茨城に対して過度にネガティブで、「茨城なんて」といつも言うが他県民が茨城をディスるとガチギレする。

### シンリャクシャ
キャッチフレーズ：北の大地が生んだスペース漫才師ーズ。
北海道地区代表。もともとは、普通の漫才コンビだがなかなかウケず、もねの提案で宇宙人設定で漫才をすることになる。ボケとツッコミは定義してないコンビ
六香亭 ゆいな（）
声 - 小島菜々恵
地球の危機を知らせに来た宇宙人で真の名は「ジュピトリス・ナルナル・ネイジ・ユイナ」という設定で漫才をする。 真の名や設定を覚えるのに苦戦している。正直後悔してる面もある。

石屋 もね（）
声 - 鈴木愛奈
漫才中は透明な宇宙人ぽいヘルメットと長靴を着用。
初めはジュピトリス・ナルナル・ネイジ・ユイナと敵対するが、最終的には共に戦う地球の守護者の戦士という設定。
SF映画やアニメが大好きで宇宙人設定に唯一ノリノリ。ジュピトリス・ナルナル・ネイジ・ユイナというのも、もねが名付け親である。実家が酪農家で、広大な土地がある。身長が伸びないのが悩み。

北斗 ちほり（）
声 - 小山百代
少し前にゆいなともねのクラスに転校してきた、ちょっと宇宙に詳しい不思議な少女。地球人離れした独特のセンスの持ち主。
UFOと会話したり実際に呼ぶことが出来たり、特に火星人、木星人、土星人、冥王星人についての知識が詳しい。長距離移動の時は地球来た時のことを思い出す。
また両親は3万光年先に住んでいるようだ。
UFOと通信する時は目のハイライトが変わり、頭の一部が点灯する。また銃型万能決戦兵器RXA-EVA777（あーるえっくすいー いーぶいえー すりーないん）を所持しており、いつでも宇宙怪獣を倒せるように携帯している。威力は建物を倒壊させるほど。

### 敗者復活戦の出場者など
みちのくブリザード
声 - 櫻庭有紗（リンゴ）
東北代表。リンゴは名前通りにりんごのキャラに扮するほか、同伴の2名もさくらんぼ、ずんだ餅のキャラに扮している。

おしゃべり三人娘
東京代表。復活戦を勝ち上がる。

百万石まんじゅう
北信越代表。おさげ髪が腹に詰め物をし「百万石」と書かれた前掛けでセンター。ストレートの長髪とポニテが左右。

砂丘においで
中国代表。

四季折ORI
声 - 八嶋玲（ウドン）
四国代表。ウドンはうどんを描いた服、うどん風スカーフ、頭部には箸を着用。ポンはウドンのうどん風スカーフで常時顔が隠れており、頭にみかんを乗せた上でみかんを描いた服を着用。鳴門巻きのアクセサリーを額に着用したメンバーは「だってばよ」と喋る。

とんこつバスターズ
九州代表。

ちょっちゅ～ね
声 - 紡木吏佐（ヒトエ）
沖縄代表。主人公たちにマウントを取ろうとする。琉球方言で話す。三線弾きとボクサーが左右。

フジヤマタッチダウン
声 - 千春（ジェシー）
海外代表。カウボーイ、胸に星条旗のアメフト、バスケット選手でパンダ型の乗り物に乗る。外人口調の日本語で話す。

アンミカ
声 - アンミカ
敗者復活戦の中継司会および「てっぺんグランプリ」のMC。本人役。

車内アナウンス
声 - 御園結唯
停電で主人公たちが乗る列車が停まった旨を伝える車掌。

### その他の人物
谷 誠二（）
声 - 安元洋貴
タカコ荘の管理人。「タカコ荘のプリティ管理ボーイ」を自称する。料理も担当する。また公式では言っていないが彼はトラップ作りが得意である。
スキンヘッドでボディビルが趣味。オカマ口調で喋る。アメリカのボディビル大会（ワールドマッスルコロシアム）で優勝した。
かえる師匠
声 - 高橋伸也
モニターから誠二に指示を出す。緑色のカエルが噺家のような羽織を着ている。

高橋 よしひろ（）、高橋 りね（）、高橋 みき（）
声 - 千春（一人三役）
高橋よもぎの弟と双子の妹。つり目がりねで、たれ目がみきである。りねとみきは人形遊びが好き。同じサイズのものはなんでもおままごとに出演させてしまう。

阿久大 寛（）
声 - 松山鷹志
大阪で放送されているローカル番組「Girls!ガールズ!!が～るず!!!」の製作プロデューサー。
旬のかわいいガールズがきゃっきゃうふふする番組作りを目標としているが、そのために男を排除したり、お仕置きを最高級マットレスや高級化粧品にするなど、おかしな行動を取る。

バーバア
声 - 井上喜久子
てっぺんグランプリ委員会が所有する温泉旅館「弥茶邸（やっちゃってい）」の女将を務めている白髪リーゼントの老婆。和服を着用。名前はキクヨと判明している。
「バーバア」は愛称であり、前職が床屋だったことに由来。

マザー
声 - 松井菜桜子
ちほりを実家に連れ戻しにきた母親。地球上ではメトロン星人に似た端末（アバター）で活動。

じいじ
声 - 森功至
細野家の執事。ゆずの協力者。気配を消すのが得意。

### 前日談・アニメ未登場
深川 怜子（）
下町の雷おこし屋の店主。主人公たちは倉庫に泊まり、店番のオフに東京漫才を聴きに出かける。
河内 修造（かわち しゅうぞう）
怜子の兄。なんばの商店街会長。大阪に戻った「こなもんず」が七夕まつりでライブをやる。
倉持 るな（）
主人公たちと同じ高校の1年生。「ヤングワイワイ」の大ファン。

## 書誌情報
- いぬじゅん（ストーリー原案）、なまむぎ（漫画）『てっぺんっ!!!』KADOKAWA（電子書籍はブシロードワークス）〈ブシロードコミックス〉、全5巻
  1. 2021年8月6日発売[11]、ISBN 978-4-04899490-3
  2. 2022年1月20日発売[12]、ISBN 978-4-04899508-5
  3. 2022年7月8日発売[13]、ISBN 978-4-04-899527-6
  4. 2023年5月8日発売[14]、電子書籍のみ
  5. 2024年6月7日発売[15]、電子書籍のみ

- いぬじゅん（著）、なまむぎ（イラスト）『てっぺんっ!!! 君に出会うための7日間』ステキブックス〈ステキブックス〉、2022年7月8日発売[16]、ISBN 978-4-434-30448-4

## テレビアニメ
『てっぺんっ!!!!!!!!!!!!!!!』のタイトルで、2022年7月から9月までTOKYO MXほかにて放送された。登場人物が15人に増えたため、感嘆符の数も15個に増えている。

### 第2話の放送延期及び措置
2022年7月8日、翌日以降に予定されていた第2話「キャトルの章」の放送を諸事情により延期とし、第1話を再放送した上で次回以降は3話から順次放送となることが発表された。その後、9月10日以降に順次放送・配信されることが発表されたが、BS日テレの放送分のみ第2話が欠番扱いとなり、第10話の再放送に差し替えられた。

### スタッフ
- 原案 - なまむぎ（漫画）、いぬじゅん（ストーリー原案）、チームY（原案協力）[4][21][22]
- 総監督・音響監督 - 高松信司[4]
- 監督 - 渡部穏寛[4]
- シリーズ構成・脚本 - 熊谷純[4]
- キャラクターデザイン - 大久保義之
- プロップデザイン - 岩畑剛一、鈴木典孝
- 美術監督 - 青井孝
- 色彩設計 - 佐野ひとみ
- 撮影監督 - 北岡正
- 編集 - 上野勇輔
- 音楽 - TECHNOBOYS PULCRAFT GREEN-FUND[4]
- 音楽プロデューサー - 田中宏幸
- 音楽制作 - Digital Double
- プロデューサー - 奥村越後屋、田中宏幸、大貫佑介、北澤史隆、石澤陽二、宮本逸雄
- アニメーションプロデュース - 冨嶽[4]
- アニメーションプロデューサー - 宮腰徹
- アニメーション制作 - ドライブ[4]
- 製作 - てっぺんグランプリ実行委員会[21]（ブシロードクリエイティブ、ブシロードムーブ、サイバーエージェント、TOKYO MX、エピクロス）

### 主題歌
「てっぺんっ天国 〜TOP OF THE LAUGH!!!〜」
てっぺんっオールスターズによるオープニングテーマ。作詞・作曲・編曲はTECHNOBOYS PULCRAFT GREEN-FUND。
「あはっててっぺんっ」
May'nによるエンディングテーマ。作詞はMay'n・大石昌良、作曲・編曲は大石昌良・やしきん。
「ハグ・ユア・レッグ」
ヤングワイワイによる挿入歌。作詞・作曲・編曲はTECHNOBOYS PULCRAFT GREEN-FUND。

### 各話リスト
| 話数 | サブタイトル     | コンテ           | 演出              | 作画監督                                                                                    | 総作画監督                            | 初放送日      |
| ---- | ---------------- | ---------------- | ----------------- | ------------------------------------------------------------------------------------------- | ------------------------------------- | ------------- |
| #01  | チキンの章       | 渡部穏寛         | 渡部穏寛          | 上西麻耶 吉田和香子 川添亜希子 清水勝祐                                                     | 大久保義之                            | 2022年 7月2日 |
| #02  | キャトルの章     | 渡部穏寛         | 曽根利幸          | 上西麻耶 山村俊了 中山和子 中村和代 和田伸一 清水勝祐 Nyki Ikyn                             | 北村友幸 吉乃万智                     | 9月10日       |
| #03  | 悪代官の章       | 渡部穏寛         | 加藤顕            | 牛ノ濱由惟 星野玲香 吉田龍一郎                                                              | 大久保義之                            | 7月16日       |
| #04  | サロンの章       | ボブ白旗         | 吉田俊司          | 酒井KEI 芝花風花 暁 グレーン ビッグオウル 木木欣 星月動画 ラッドプラス Revival ワンオーダー | 大久保義之 北村友幸                   | 7月23日       |
| #05  | ランプの章       | 渡部穏寛         | 渡部穏寛          | 上西麻耶 清水勝祐 星野玲香 STUDIO MASSKET                                                   | 北村友幸                              | 7月30日       |
| #06  | 粉の章           | 阿蒜晃士         | 佐藤友一 かまどん | 中山和子 Studio MarBean                                                                     | 大久保義之 北村友幸                   | 8月6日        |
| #07  | 通販の章         | 石平信司         | 曽根利幸          | 山村俊了 中野江美子 安達祐輔 和田伸一 吉田和香子 清水勝祐                                   | 上西麻耶 星野玲香                     | 8月13日       |
| #08  | 大人の肉の章     | 渡部穏寛         | 渡部穏寛          | 安達祐輔 中野江美子 吉田和香子 和田伸一 STUDIO MASSKET                                      | 上西麻耶 北村友幸 星野玲香            | 8月20日       |
| #09  | アダムスキーの章 | ワタナベシンイチ | 山本辰            | 木下由美子 楊明坤 陳伊莎                                                                    | 大久保義之 北村友幸 上西麻耶 星野玲香 | 8月27日       |
| #10  | ピニャータの章   | ボブ白旗         | 加藤顕            | 上西麻耶 清水勝祐 STUDIO MASSKET                                                            | 北村友幸 星野玲香                     | 9月3日        |
| #11  | ラスボス降臨の章 | 阿蒜晃士         | 熊野千尋          | 清水勝祐 STUDIO MASSKET                                                                     | 北村友幸 星野玲香 上西麻耶            | 9月17日       |
| #12  | 笑いの章         | 渡部穏寛         | 渡部穏寛          | 中野江美子 aXisRae tobira Nyki Ikyn ワン・オーダー Triple A RadPlus                         | 大久保義之                            | 9月24日       |

### 放送局
| 放送期間                 | 放送時間                     | 放送局       | 対象地域   | 備考                                              |
| ------------------------ | ---------------------------- | ------------ | ---------- | ------------------------------------------------- |
| 2022年7月2日 - 9月24日   | 土曜 22:30 - 23:00           | TOKYO MX     | 東京都     | 製作参加 / リピート放送あり（日曜 10:30 - 11:00） |
| 2022年7月3日 - 9月25日   | 日曜 0:00 - 0:30（土曜深夜） | BS日テレ     | 日本全域   | BS放送 / 『アニメにむちゅ〜』枠 / 第2話は未放送。 |
|                          | 日曜 1:55 - 2:25（土曜深夜） | 中京テレビ   | 中京広域圏 |                                                   |
|                          | 日曜 23:30 - 月曜 0:00       | サンテレビ   | 兵庫県     |                                                   |
| 2022年7月6日 - 9月28日   | 水曜 1:55 - 2:25（火曜深夜） | 北海道テレビ | 北海道     |                                                   |
| 2022年7月7日 - 9月29日   | 木曜 22:30 - 23:00           | AT-X         | 日本全域   | CS放送 / 字幕放送 / リピート放送あり              |
| 2022年7月25日 - 10月24日 | 月曜 2:00 - 2:30（日曜深夜） | 北陸朝日放送 | 石川県     |                                                   |
| 2022年9月4日 - 11月20日  | 日曜 2:30 - 3:00（土曜深夜） | テレビ長崎   | 長崎県     | [ 20 ]                                            |

| 配信開始日   | 配信時間           | 配信サイト |
| ------------ | ------------------ | --- |
| 2022年7月2日 | 土曜 22:00 - 22:30 | ABEMA |
| 2022年7月4日 | 月曜 22:00 更新    | Amazon Prime Video dアニメストア （本店・ニコニコ支店・for Prime Video） U-NEXT GYAO! FOD ひかりTV ニコニコチャンネル バンダイチャンネル Hulu アニメ放題 ビデオマーケット music.jp GYAO!ストア Rakuten TV |
|              | 月曜 22:00 - 22:30 | ニコニコ生放送 |
| 2022年7月5日 | 火曜 12:00 更新    | HAPPY!動画 |
| 2022年7月6日 | 水曜 0:00 更新     | J:COMオンデマンド TELASA みるプラス auスマートパスプレミアム |

### 派生作品
てっぺんっ!!!!!!!!!!!!!!!ワイワイ荘
2022年2月28日から2023年11月29日まで動画配信プラットフォーム「OPENREC.tv」にて配信された生配信番組。番組前半の視聴は無料、後半の視聴は「OPENREC.tv」会員限定となっていて、TVアニメの出演声優たちがファンとコミュニケーションを取りながら笑いを届けるのを目的とした番組。

よんこまてっぺんっ!!!!!!!!!!!!!!!
漫画：森みさき、原案：てっぺんグランプリ実行委員会
2022年7月2日から2022年9月24日まで、TVアニメの公式Twitter上で連載された4コマ漫画。TVアニメの各回放送後に更新された。ただし、そちらは短縮版であり、フルバージョンは電子書籍として販売され、それらをまとめた完全版も同じように電子書籍としてその後販売された。
新たな内容で、月刊ブシロードにて2023年5月号から2024年5月号（休刊号）まで連載した。その後、こちらは「よんこまてっぺんっ!!!!!!!!!!!!!!! [月ブシ連載完全版]」のタイトルで電子書籍として販売された

マーダーミステリー×TVアニメ「てっぺんっ!!!!!!!!!!!!!!!」 〜いたずらしらんぷり！の章〜
制作：StudioOZON、監修：てっぺんグランプリ実行委員会
2022年10月7日から取り扱い店舗にて公演しているマーダーミステリー。